# 차희 (가수)
차희(본명: 박수영, 1996년 3월 24일 ~ )는 대한민국의 가수이며 2014년부터 2018년까지 걸그룹 멜로디데이의 멤버로 활동했다.

## 학력
- 청담고등학교 전학
- 한림연예예술고등학교 졸업
- 동덕여자대학교 방송연예학과

## 음반 활동
- KBS2 《내일도 칸타빌레》 OST - '난 못해요' (2014년)
- MBC 《병원선》 OST - '얼룩' (2017년)
- SBS 《사랑의 온도》 OST - '좋았다 말았다' (2017년)
- JTBC 《내 아이디는 강남미인》 OST - 'Let's Go' (2018년)

## 가수 외 활동

### 예능 프로그램
- KBS2 《불후의 명곡 전설을 노래하다》 (2016, 2018년) - 263회, 367회
- KBS2 《해피투게더》 (2016년) - 461회
- KBS2 《아이돌 리부팅 프로젝트 더 유닛》 (2017년)
- tvN 《작업실》 (2019년)